# Herrsching am Ammersee

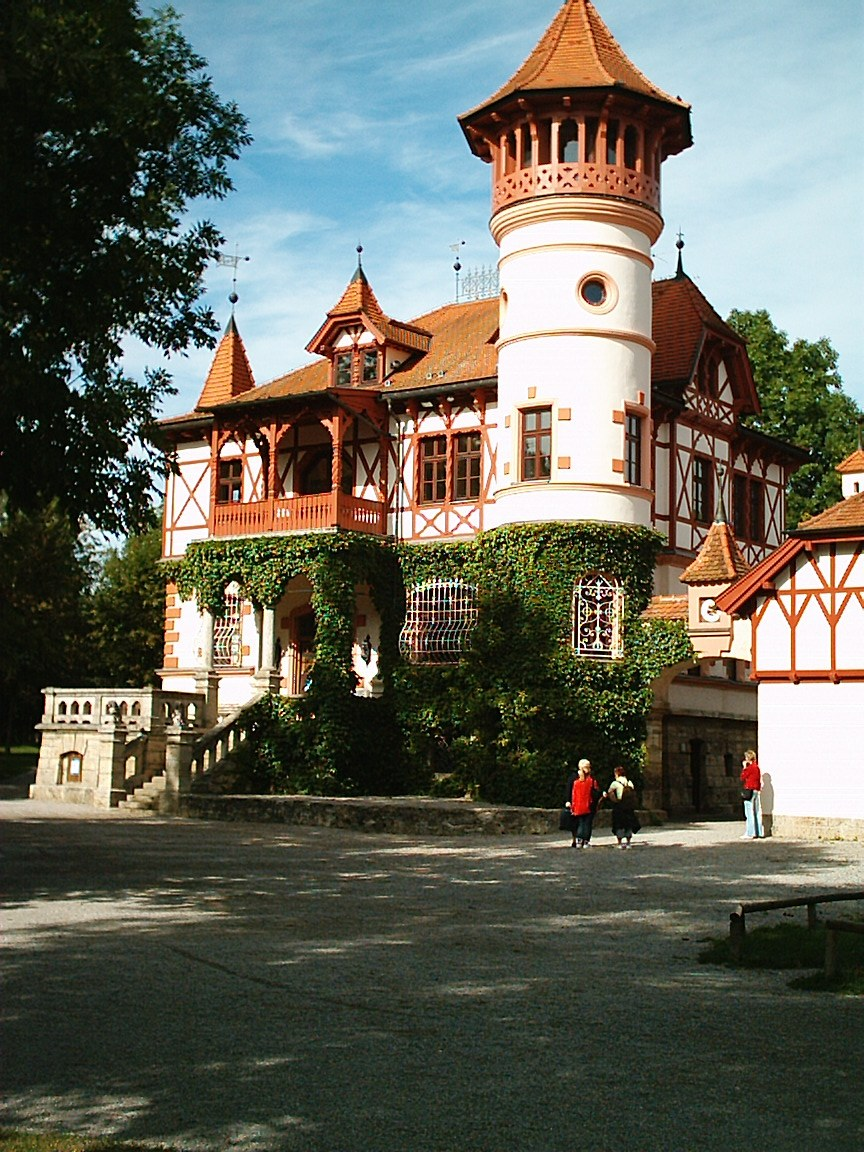
Zameczek Scheuermanna

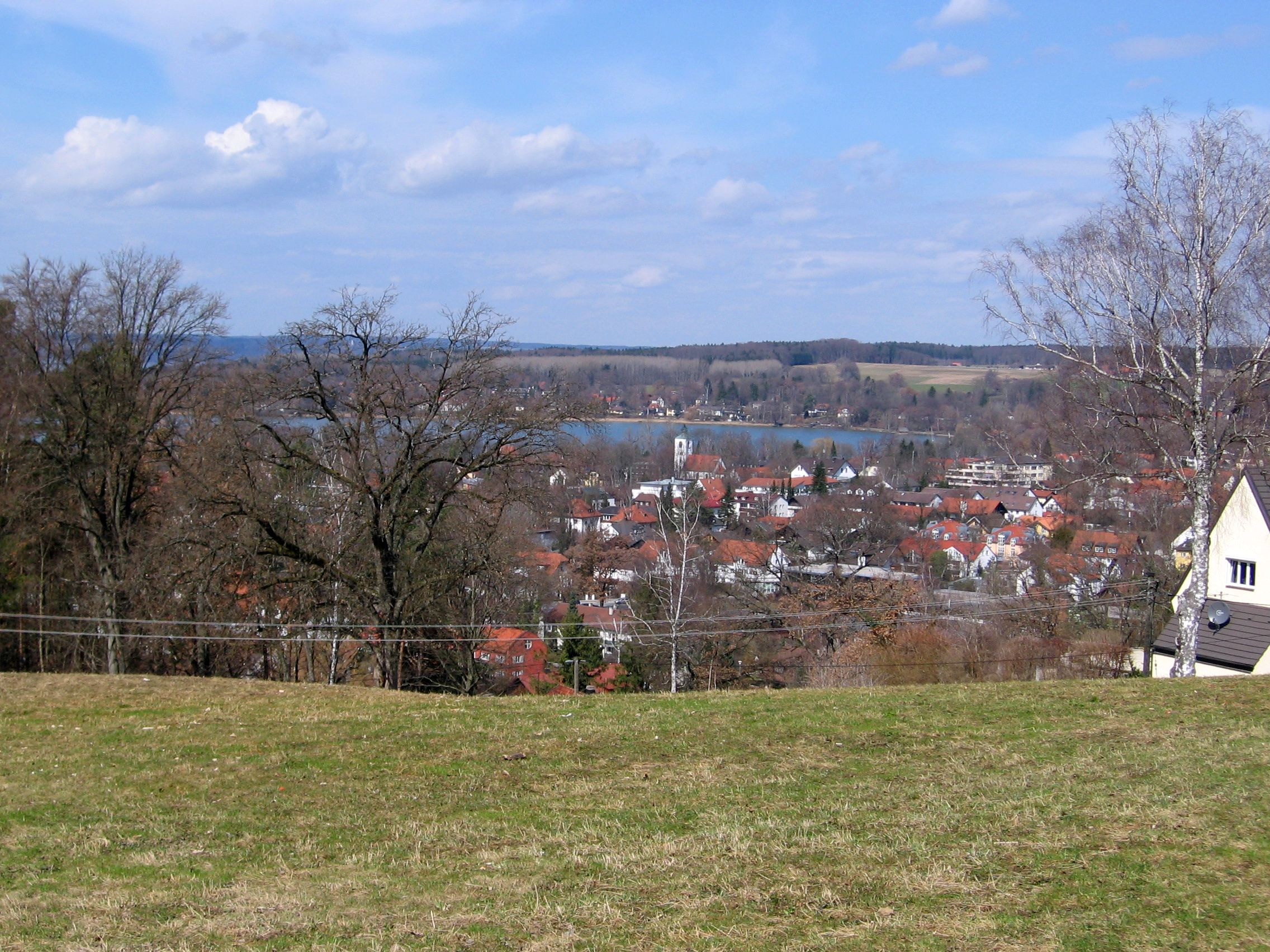
Herrsching am Ammersee

Herrsching am Ammersee, Herrsching a.Ammersee – miejscowość i gmina w Niemczech, w kraju związkowym Bawaria, w rejencji Górna Bawaria, w regionie Monachium, w powiecie Starnberg. Leży około 12 km na zachód od Starnberga, nad jeziorem Ammersee, przy linii kolejowej Monachium – Herrsching am Ammersee.

## Demografia
Dane o ludności z 31 grudnia 2008:
| Opis                                | Ogółem | Ogółem | Kobiety | Kobiety | Mężczyźni | Mężczyźni |
| ----------------------------------- | ------ | ------ | ------- | ------- | --------- | --------- |
| Jednostka                           | osób   | %      | osób    | %       | osób      | %         |
| Populacja                           | 9996   | 100    | 5375    | 53,77   | 4621      | 46,23     |
| Wiek przedprodukcyjny (0–17 lat)    | 1708   | 17,09  | 825     | 8,25    | 883       | 8,83      |
| Wiek produkcyjny (18–65 lat)        | 6041   | 60,43  | 3276    | 32,77   | 2765      | 27,66     |
| Wiek poprodukcyjny (powyżej 65 lat) | 2247   | 22,48  | 1274    | 12,75   | 973       | 9,73      |

## Polityka
Wójtem gminy jest bezpartyjna Christian Schiller, rada gminy składa się z 20 osób.
|      | CSU | SPD | Zieloni | BG/FW | FDP/PF | BGBHW | FBU | FDP | Razem |
| 2008 | 9   | 3   | 3       | 4     | -      | -     | 3   | 2   | 20    |
| 2002 | 6   | 3   | 2       | 3     | 1      | 2     | 3   | -   | 20    |